# XBIZ Award for Best New Performer
L'XBIZ Award for Best New Performer è un premio pornografico assegnato all'attore o all'attrice emergente votato come migliore dalla XBIZ, l'ente che assegna gli XBIZ Awards, riconosciuti tra i migliori premi del settore.
Come per gli altri premi, viene assegnato nel corso di una cerimonia che si svolge a Los Angeles, solitamente nel mese di gennaio, dal 2021. Il premio sostituisce il Best New Starlet e il New Male Performer of the Year per cui le nomination e il vincitore possono appartenere ad entrambi i sessi.

## Vincitori e candidati

### Anni 2020
| Anno            | 2021 | 2022 | 2023 | 2024 | 2025 |
| --------------- | --- | --- | --- | --- | --- |
| Vincitrice      | Scarlit Scandal | Kenzie Anne | Nicole Doshi | Queenie Sateen | Gal Ritchie |
| Altre candidate | Adira Allure Alex Mack Alexis Tae Bella Rolland Charlotte Sins Dixie Lynn Laney Grey Lily Larimar Payton Preslee Scotty P Skylar Vox Sly Digger Spencer Bradley Vanessa Vega | Alina Ali Gizelle Blanco Blake Bloosom Destiny Cruz Damion Dayski Felix Fox Kayley Gunner David Lee Coco Lovelock Maddy May April Olsen Emma Rose Maya Woulfe Angel Youngs | Armani Black Tyler Cruise Hatler Gurius Lawson Jones Harley King Tommy King Joshua Lewis Leana Lovings Xxlayna Marie Amber Moore Scarlet Skies Haley Spades Madison Summers Slimthick Vic | Scarlett Alexis Zariah Aura Britt Blair Chanel Camryn Hollywood Cash Demi Hawks Molly Little Abigail Morris Lumi Ray Serg Sheppard Lily Starfire Jordan Starr Suttin Summer Vixen | Parker Ambrose Dan Dangler Gigi Dior Angie Faith Ken Feels Chocolate God Khloe Kingsley Linda Lan Stella Luxx Rissa May Myra Moans Sinatra Monroe Jake Preston Little Puck |